# Зевксіс
Зевксіс (464—378/375 роки до н. е.) — давньогрецький маляр. Представник луканської школи, провідний представник ілюзіонізму у давньогрецькому живопису.

## Життєпис
Народився у м. Гераклея, що знаходилася у Луканії (Велика Греція). Стосовно родини Зевксіса немає відомостей. Спочатку він займався вивченням малярством у рідному місті, а потім став учнем відомих майстрів Нісея Фасоського та Аполлодора Афінського. Від Нісея він запозичив східну манеру з її реалізмом і підкресленою чуттєвою красою. Зевксіс відкрив мистецтво світла та тіней.
Після цього Зевксіс працював у багатьох давньогрецьких містах — Метапонті, Кротоні, Мілеті. У 410—406 роках до н. е. на запрошення Архелая I, царя Македонії Зевксіс працював над оформленням та розмальовуванням царського палацу у столиці Пелла. Розквіт творчості припав на 420—380 роки до н. е. Роботи Зевксіса відрізняються чудовим та багатим кольором, бездоганним виконанням малюнка. Темами його робіт були боги, герої, відомі люди, молодиці, старі жінки, атлети, олімпіоніки.
Врешті-решт зупинився у м. Ефес. на той час слава Зевксіса була величезною, він вже відмовлявся малювати за гроші, а лише дарував свої роботи царям та впливовим можновладцям. У ефесі Зевксісом було засновано відома Ефеська школа малювання, яка стала на довгі роки провідною в Елладі. Помер Зевксіс приблизно у 378—375 роках до н. е.

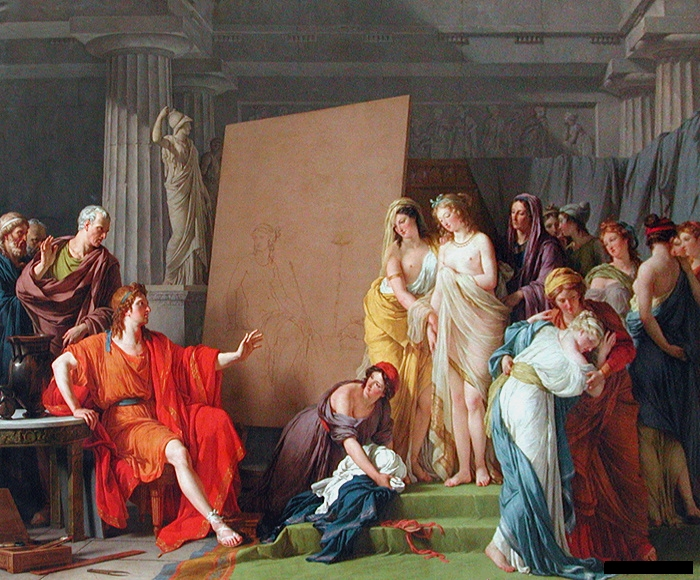
«Зевксіс обирає модель». Франсуа-Андре Венсан. 1789 рік, Лувр

Після завоювання Греції та Малої Азії Римською республікою усі праці Зевксіса були перевезені до Риму, а потім до Константинополя, за імператорів з династії Костянтина I. Надалі усі роботи Зевксіса зникли, на поточний час не збереглося жодною. Про них відомо лише з записів давньогрецьких та давньоримських істориків.

## Відомі твори
- Олена Троянська.
- Зевс на троні.
- Малюк Геракл, що душить зміїв
- Родина кентаврів.
- Пенелопа.
- Пан
- Кентавреса
- Зевс у сонмі богів.
- Скутий сатир Марсій.
- Ерот, увінчаний рожами.